# Лукавица (притока Босне)
Лукавица (или Добриња) је ријека у средњој Републици Српској, десна притока ријеке Босне. Извире у Топлику и тече кроз: Топлик, Лукавицу, Добрињу, Неђариће, Горњи Ступ, Доњи Ступ, Отес, а улива се у Босну код Доглода. Од изворишта до Добриње, ријека се зове Лукавица или Лукавичка ријека, а од Добриње до ушћа Добриња.